# Chiasmia clathrata
Chiasmia clathrata là một loài bướm đêm trong họ Geometridae.

## Hình ảnh

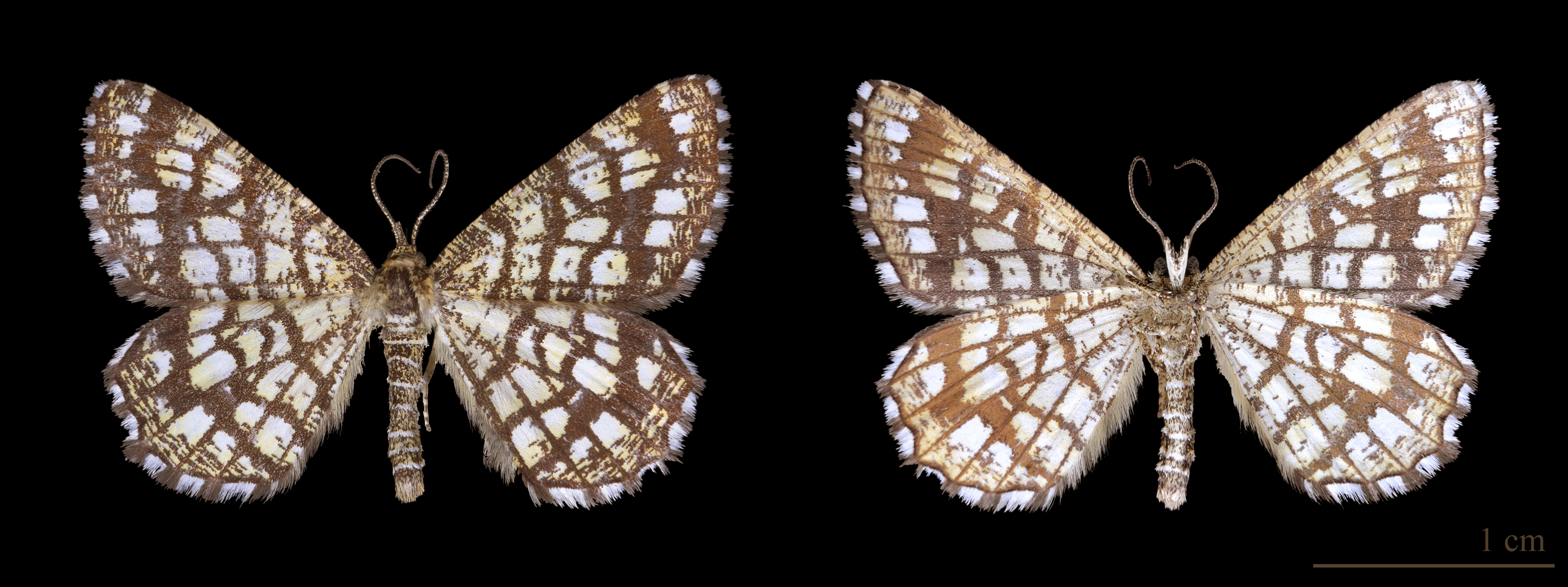
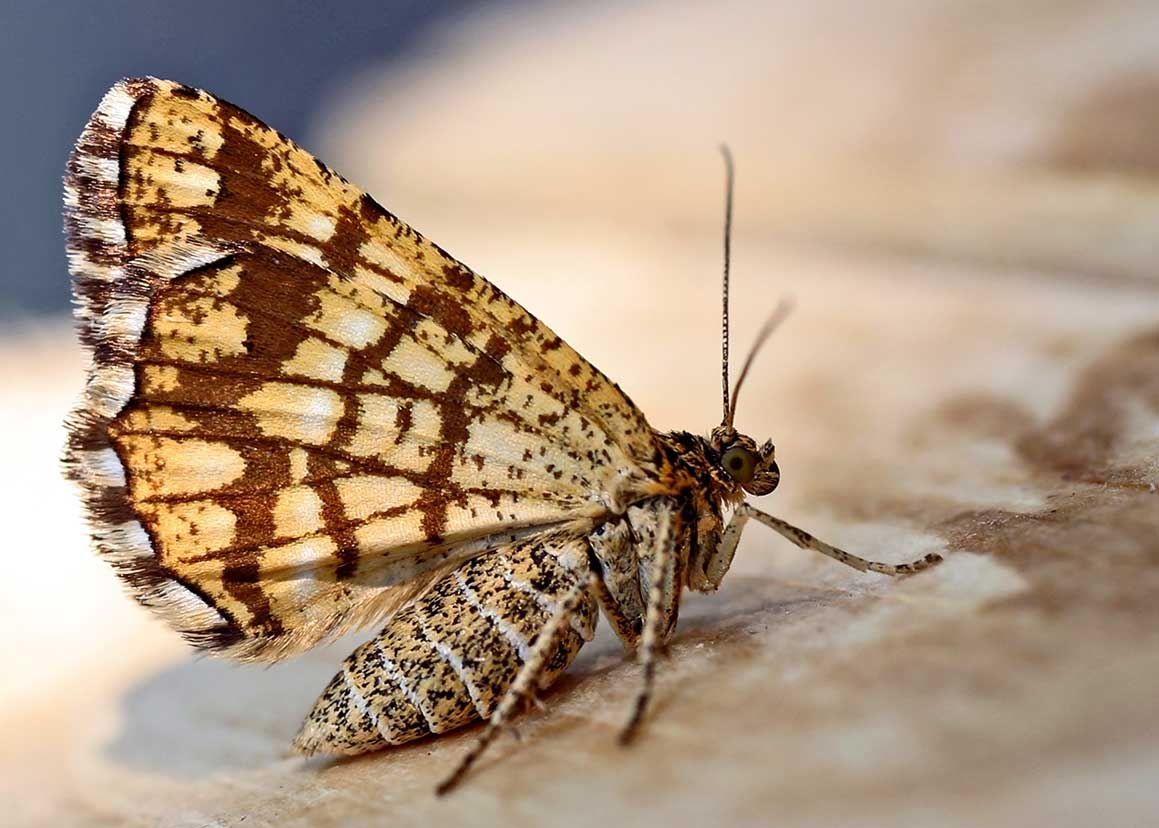
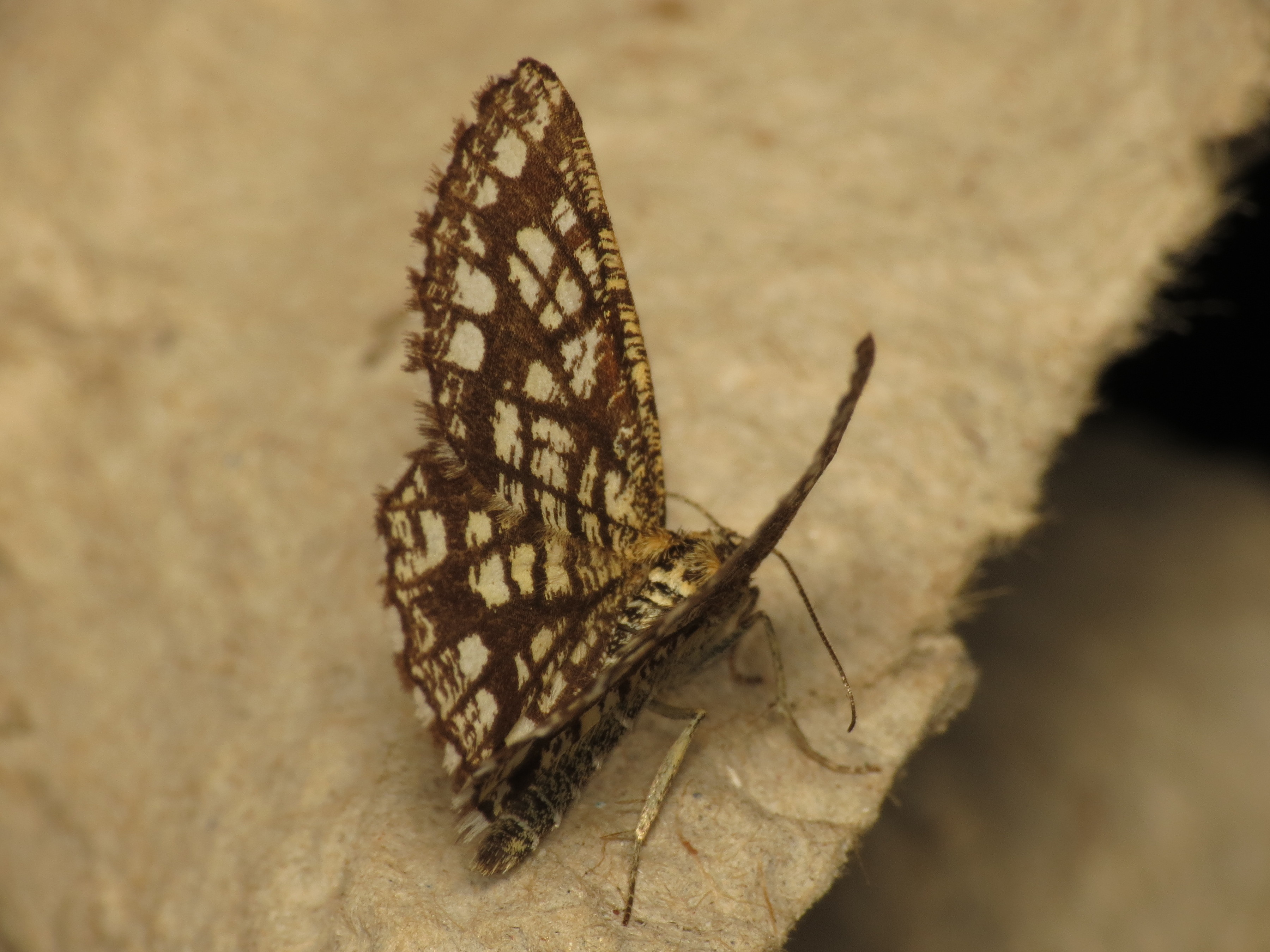

- Tập tin:Chiasmia clathrata -ngày 25 tháng 7 năm 2013.webm